# Ordine della Repubblica (Moldavia)
L'Ordine della Repubblica di Moldavia è la più alta onorificenza della Moldavia.

## Storia
L'ordine è stato istituito il 30 luglio 1992.

## Assegnazione
È conferita dal Presidente della Repubblica della Moldavia per meriti eccezionali in tutti i campi verso la Moldavia e verso l'umanità a cittadini della Repubblica di Moldavia, imprese, istituzioni, organizzazioni, collettivi creativi e unità militari. L'ordine può essere assegnato a cittadini stranieri e apolidi, imprese, istituzioni, organizzazioni e collettivi creativi di Stati esteri. L'assegnazione può anche essere postuma. Non è consentita una seconda assegnazione dello stesso ordine. L'assegnazione viene effettuata con decreto del Presidente della Repubblica di Moldova. Se ad essere premiato è il presidente, la cerimonia di assegnazione è condotta dal presidente del Parlamento. Un individuo premiato con l'ordine riceve il titolo di cavaliere.
Le persone premiate con l'Ordine della Repubblica devono custodire con cura le insegne. I cavalieri dell'ordine hanno il diritto di usare i simboli di questo premio come elemento integrante del sigillo personale e dei biglietti da visita. Le imprese, le istituzioni, le organizzazioni, i team creativi e le unità militari hanno il diritto di riprodurre l'ordine sull'intestazione di documenti e moduli ufficiali. I mezzi di comunicazione possono riprodurre l'immagine vicino al titolo.

## Insegne
- L'insegna è una stella d'argento dorato a otto punte. Nel centro dell'insegna vi è un cerchio con un bordo dorato con l'immagine dello stemma della Moldavia. Il diametro dell'insegna è di 45 mm. È fissato con un anello al collare che consiste di sei stemmi, otto stelle e sedici rami di alloro, alternati e collegati l'un l'altro da anelli. La catena è fissata a un moschettone.
- Il nastro è per un terzo blu, un terzo giallo e un terzo rosso.